# 亚历山大·弗兰松
亚历山大·弗兰松（瑞典語：Alexander Fransson；1994年4月2日—），瑞典男子足球運動員。在場上的位置是中場。他現在效力於瑞典足球超級聯賽球隊諾高平體育會。他曾代表國奧隊參加2016年夏季奧林匹克運動會。